# Asshole (альбом)
| Оценки критиков | Оценки критиков |
| Источник        | Оценка          |
| --------------- | --------------- |
| AllMusic        | [ 1 ]           |

Asshole — второй сольный альбом Джина Симмонса (участника американской рок-группы Kiss). Вышел в 2004 году на лейбле Sanctuary Records.
В США альбом достиг 86 места (в чарте Billboard 200)
Дэвид Джеффриз в своей рецензии на AllMusic заключает:
|  | Молодому исполнителю такой экстравагантный, такой чокнутый, такой неуправляемый альбом не сошёл бы с рук ни при каких обстоятельствах, но по крайней мере Симмонс в своих сольных работах рискует и экспериментирует больше, чем он это делает в Kiss. Если вы состоите в армии KISS (прим. перев.: англ. KISS Army, название фан-клуба Kiss) и уже расплатились по кредиту за фирменный гроб от группы (англ. Kiss Kasket), этот альбом будет [для вас] чуть более удачной покупкой, чем ремастированный Unmasked. Все остальным, кому ну чисто интересно [это альбом] услышать, стоит подождать, пока он не появится в корзинках для уценённых дисков, причём взять отцензурированную версию ради овечьего блеяния [на ней] (прим. перев.: овечьим блеянием в отцензурированной версии запиканы все нецензурные слова); при этом [также можно будет] радоваться, что Ким Дил и Шеннон Твид получают [с продажи какие-то] деньги. |

## Список композиций
| №   | Название                                                  | Автор(ы)                                                                                                | Длительность |
| --- | --------------------------------------------------------- | --- | ------------ |
| 1.  | «Sweet & Dirty Love»                                      | Gene Simmons                                                                                            | 3:03         |
| 2.  | «Firestarter» (The Prodigy cover, featuring Dave Navarro) | Liam Howlett, Keith Flint, Trevor Horn, J. J. Jeczalik, Anne Dudley, Kim Deal, Gary Langan, Paul Morley | 3:20         |
| 3.  | «Weapons of Mass Destruction»                             | Gene Simmons                                                                                            | 3:44         |
| 4.  | «Waiting for the Morning Light»                           | Gene Simmons, Bob Dylan                                                                                 | 3:22         |
| 5.  | «Beautiful»                                               | Mark Addison, Nina Singh                                                                                | 4:04         |
| 6.  | «Asshole»                                                 | Frank Albin Tostrup                                                                                     | 3:19         |
| 7.  | «Now That You’re Gone»                                    | Gene Simmons, Bob Kulick                                                                                | 3:20         |
| 8.  | «Whatever Turns You On»                                   | Gene Simmons, Dave Williams                                                                             | 3:14         |
| 9.  | «Dog»                                                     | Gene Simmons, Bag                                                                                       | 3:07         |
| 10. | «Black Tongue»                                            | Gene Simmons, Frank Zappa                                                                               | 4:28         |
| 11. | «Carnival of Souls»                                       | Gene Simmons, Scott Van Zen                                                                             | 3:26         |
| 12. | «If I Had a Gun»                                          | Gene Simmons, Bag                                                                                       | 2:59         |
| 13. | «1,000 Dreams»                                            | Gene Simmons                                                                                            | 3:19         |

## Чарты
| Чарт (2004)                     | Наив. поз. |
| ------------------------------- | ---------- |
| США (Billboard 200)             | 86         |
| США (Billboard Top Album Sales) | 86         |